# اولیویا وایلد
اولیویا وایلد (انگلیسی: Olivia Wilde؛ با نام تولد اولیویا جِین کاکبرن؛ زادهٔ ۱۰ مارس ۱۹۸۴) بازیگر و فیلم‌ساز آمریکایی است. او بیشتر برای بازی در نقش رمی هادلی در مجموعهٔ تلویزیونی هاوس (۲۰۱۲–۲۰۰۷) و نقش‌آفرینی در فیلم‌های ترون: میراث (۲۰۱۰)، کابوی‌ها و بیگانگان (۲۰۱۱)، برت واندراستون باورنکردنی (۲۰۱۳) و اثر ایلعازری (۲۰۱۵) شناخته شده‌است. وایلد در سال ۲۰۱۷ برای اولین‌بار در برادوی، با بازی در نقش جولیا در نمایش‌نامه ۱۹۸۴ ظاهر شد. در سال ۲۰۱۹، او اولین فیلم بلندش، بوک اسمارت را کارگردانی کرد که تحسین منتقدان را به‌همراه داشت و توانست برنده جایزه ایندیپندنت اسپیریت شود. او این روند را با ساخت نگران نباش عزیزم (۲۰۲۲) ادامه داد.

## اوایل زندگی
اولیویا جین کاکبرن در ۱۰ مارس ۱۹۸۴ در نیویورک متولد و در جورج‌تاون، واشینگتن، دی‌سی بزرگ شد. گرچه تابستان‌ها را در ایرلند می‌گذراند. او در سال ۲۰۰۲ از مدرسه فارغ التحصیل و در کالج بارد پذیرفته‌شد، اما سه‌بار ثبت‌نام خود را به منظور پیگیری حرفه بازیگری به تعویق انداخت. سرانجام در یک مدرسه بازیگری در دوبلین مشغول تحصیل شد.
وایلد، نام‌خانوادگی خود را از اسکار وایلد، نویسنده موردعلاقه‌اش الهام گرفته‌است. مادرش، لزلی کاکبرن، تهیه‌کننده و روزنامه‌نگار آمریکایی و پدرش، اندرو کاکبرن نیز روزنامه‌نگار است. پدربزرگ پدری‌اش، کلود کاکبرن، نویسنده و روزنامه‌نگار، عموهایش، الکساندر و پاتریک کاکبرن نیز روزنامه‌نگار و عمه‌اش، سارا نویسنده بود. کریستوفر هیچنز در واشینگتن، پرستار بچه وایلد در کودکی بود. وایلد نژادی انگلیسی، آلمانی، ایرلندی و اسکاتلندی دارد. برخی از اجداد پدری وایلد، از اشراف‌زادگان بریتانیا بودند و در تاسمانی، قاهره، بمبئی، کلکته و پکن نیز زندگی کرده‌اند.

## فعالیت‌ها
نخستین فعالیت قابل‌توجه وایلد بازی در نقش الکس کلی در سریال درام نوجوان او. سی (۲۰۰۵–۲۰۰۴) بود. پس از آن او در فیلم‌های دختر همسایه (۲۰۰۴)، آلفا داگ (۲۰۰۶) و مرگ و زندگی بابی زد (۲۰۰۷) حضور یافت. در سال ۲۰۰۷، وایلد به جمع بازیگران سریال درام پزشکی هاوس پیوست. او در این سریال نقش رمی هادلی، یک متخصص داخلی دوجنس‌گرا مبتلا به بیماری هانتینگتون را بازی می‌کرد. در سال ۲۰۱۰، او به عنوان کورا، در فیلم موفق ترون: میراث (۲۰۱۰) ظاهر شد. در آگوست سال ۲۰۱۱، وایلد سریال هاوس را ترک کرد تا پروژه‌های سینمایی خود شامل کابوی‌ها و بیگانگان، کره، تغییر کردن، درون و سر وقت را دنبال کند. در همان سال نیز سفیر برند برای شرکت لوازم آرایشی و بهداشتی رولون شد و در تبلیغات شرکت نیز ظاهر شد. این همکاری در سال ۲۰۱۶ به پایان رسید.
اولیویا وایلد در سال‌های بعد نیز فعالیت هنری خود را با بازیگری، کارگردانی و تهیه‌کنندگی فیلم‌ها و برنامه‌های تلویزیونی ادامه داد، از جمله بازی در فیلم‌های هم‌پیاله‌ها، او، برت واندراستون باورنکردنی و شتاب در سال ۲۰۱۳. وی به عنوان صداپیشه در مستند وحدت (۲۰۱۵) و انیمیشین‌های سریالی مرغ ربات (۲۰۱۲)، بابای آمریکایی! (۲۰۱۴) و بوجک هورسمن (۲۰۲۰–۲۰۱۴) فعالیت کرده‌است.
وایلد در سال ۲۰۱۳ اعلام کرد که گیاه‌خوار است. او همچنین فمنیست است.

## زندگی شخصی
وایلد ۱۹ ساله در ژوئن ۲۰۰۳، با فیلم‌ساز و موسیقی‌دان ایتالیایی تائو روسپولی، که عضوی از خانواده اشرافی روسپولی است، ازدواج کرد. او در مارس ۲۰۱۱ به دلیل «اختلافات آشتی ناپذیر» درخواست طلاق داد. وایلد در نوامبر ۲۰۱۱ با بازیگر و کمدین آمریکایی جیسون سودیکیس وارد رابطه شد و در ژانویهٔ ۲۰۱۳ نامزد کردند. این زوج دو فرزند دارند: یک پسر، متولد ۲۰۱۴ و یک دختر، متولد ۲۰۱۶. رابطهٔ سودیکیس و وایلد در نوامبر ۲۰۲۰ به پایان رسید. در ژانویه ۲۰۲۱، وایلد پس از ملاقات با خواننده و بازیگر انگلیسی هری استایلز در طول فیلمبرداری نگران نباش عزیزم، با او وارد رابطه شد. رابطهٔ آن‌ها در نوامبر ۲۰۲۲ به پایان رسید.

## فیلم‌شناسی

### به عنوان سازنده
| سال  | عنوان            | کارگردان | نویسنده | تهیه‌کننده | یادداشت |
| ---- | ---------------- | -------- | ------- | --------- | ------- |
| ۲۰۱۹ | بوک اسمارت       | آری      | نه      | نه        |         |
| ۲۰۲۲ | نگران نباش عزیزم | آری      | نه      | آری       |         |

### به عنوان بازیگر
| سال  | عنوان                      | نقش            | یادداشت                                         |
| ---- | -------------------------- | -------------- | ----------------------------------------------- |
| ۲۰۰۴ | دختر همسایه                | کلی            |                                                 |
| ۲۰۰۵ | گفتگو با زنان دیگر         | ساقدوش عروس    |                                                 |
| ۲۰۰۶ | ایده‌های جالب بیکفورد شمکلر | سارا           |                                                 |
| ۲۰۰۶ | گردشگران                   | بی             |                                                 |
| ۲۰۰۶ | آلفا داگ                   | آنجلا هولدن    |                                                 |
| ۲۰۰۷ | مرگ و زندگی بابی زد        | الیزابت        |                                                 |
| ۲۰۰۹ | سال یکم                    | شاهدخت اینانا  |                                                 |
| ۲۰۱۰ | سه روز آینده               | نیکول          |                                                 |
| ۲۰۱۰ | ترون: میراث                | کورا           |                                                 |
| ۲۰۱۱ | کره                        | بروک           |                                                 |
| ۲۰۱۱ | تغییر کردن                 | سابرینا مک‌کی   |                                                 |
| ۲۰۱۱ | کابوی‌ها و بیگانگان         | الا سوانسن     |                                                 |
| ۲۰۱۱ | سر وقت                     | ریچل سالاس     |                                                 |
| ۲۰۱۱ | درون                       | میا کانلن      |                                                 |
| ۲۰۱۲ | مردمی شبیه ما              | هانا           |                                                 |
| ۲۰۱۲ | کلمات                      | دانیلا         |                                                 |
| ۲۰۱۲ | سقوط مرگبار                | لیزا           |                                                 |
| ۲۰۱۳ | هم‌پیاله‌ها                  | کیت            | همچنین تهیه‌کننده اجرایی                         |
| ۲۰۱۳ | او                         | زن             |                                                 |
| ۲۰۱۳ | برت واندراستون باورنکردنی  | جین            |                                                 |
| ۲۰۱۳ | شتاب                       | سوزی میلر      |                                                 |
| ۲۰۱۳ | شخص سوم                    | آنا بار        |                                                 |
| ۲۰۱۴ | زندگی بهتر از طریق شیمی    | الیزابت رابرتز |                                                 |
| ۲۰۱۴ | طولانی‌ترین هفته            | بئاتریس        |                                                 |
| ۲۰۱۵ | اثر ایلعازری               | زوئی مک‌کانل    |                                                 |
| ۲۰۱۵ | عاشق کوپرها باش            | النور کوپر     |                                                 |
| ۲۰۱۵ | چمن‌زار                     | سارا           | همچنین تهیه‌کننده اجرایی                         |
| ۲۰۱۵ | وحدت                       | راوی           | مستند                                           |
| ۲۰۱۸ | پارتیزان                   | سدی            |                                                 |
| ۲۰۱۸ | خود زندگی                  | ابی دمپسی      |                                                 |
| ۲۰۱۹ | ریچارد جول                 | کتی اسکراگز    |                                                 |
| ۲۰۲۱ | چگونه پایان می‌پذیرد        | آلای           |                                                 |
| ۲۰۲۱ | شکارچیان روح: افترلایف     |                | حضور افتخاری به همراه اما پورتنر و شهره آغداشلو |
| ۲۰۲۲ | نگران نباش عزیزم           | مری            |                                                 |
| ۲۰۲۲ | ابر حیوانات لیگ دی‌سی       | لوئیس لین      |                                                 |
| ۲۰۲۲ | بابیلون                    | اینا           |                                                 |

### تلویزیون
| سال       | عنوان           | نقش              | یادداشت                                   |
| --------- | --------------- | ---------------- | ----------------------------------------- |
| ۲۰۰۵–۲۰۰۴ | او. سی          | الکس کلی         | ۱۳ قسمت                                   |
| ۲۰۱۲–۲۰۰۷ | هاوس            | رمی هادلی        | نقش اصلی (فصل‌های ۷–۴) نقش مکمل (فصل ۸)    |
| ۲۰۱۲      | مرغ ربات        | صداهای مختلف     | قسمت: «له شدن با خردکن در تولد ۵۳ سالگیم» |
| ۲۰۱۴      | بابای آمریکایی! | دنیس (صداپیشه)   | قسمت: «معرفی مهماندار بدذات هواپیما»      |
| ۲۰۲۰–۲۰۱۴ | بوجک هورسمن     | شارلوت (صداپیشه) | ۶ قسمت                                    |
| ۲۰۱۶      | واینل           | دوون             | نقش اصلی                                  |
| ۲۰۲۵      | استودیو         | اولیویا وایلد    | قسمت چهارم                                |

### تئاتر
| سال  | عنوان | نقش   | مکان         | یادداشت                    |
| ---- | ----- | ----- | ------------ | -------------------------- |
| ۲۰۱۷ | ۱۹۸۴  | جولیا | تئاتر هادسون | اولین اجرا در تئاتر برادوی |

### موزیک ویدئو
| سال  | عنوان                      | هنرمند                          | یادداشت  |
| ---- | -------------------------- | ------------------------------- | -------- |
| ۲۰۱۰ | «درزد»                     | دفت پانک                        |          |
| ۲۰۱۳ | «شهر فرشتگان»              | ترتی سکندز تو مارس              |          |
| ۲۰۱۶ | «هیچ عشقی مثل عشق تو نیست» | ادوارد شارپ اند ده مگنتیک زیروز | کارگردان |
| ۲۰۱۶ | «نیازهای تاریک»            | رد هات چیلی پپرز                | کارگردان |
| ۲۰۱۸ | «خوب برای چی»              | دریک                            |          |

### بازی‌های ویدئویی
| سال  | عنوان                  | نقش صدا | یادداشت |
| ---- | ---------------------- | ------- | ------- |
| ۲۰۱۰ | ترون: تکامل            | کورا    |         |
| ۲۰۱۰ | ترون تکامل: نبرد گریدز | کورا    |         |

## جوایز و نامزدی‌ها
| سال  | جایزه                     | دسته‌بندی                                  | کار                       | نتیجه    |
| ---- | ------------------------- | ----------------------------------------- | ------------------------- | -------- |
| ۲۰۰۸ | جایزه برگزیده نوجوان      | ستاره زن تلویزیون                         | هاوس                      | پیروز    |
| ۲۰۰۹ | جایزه انجمن بازیگران فیلم | بهترین اجرای گروه بازیگران در مجموعه درام | هاوس                      | نامزدشده |
| ۲۰۰۹ | جایزه برگزیده نوجوان      | بازیگر زن مجموعه درام                     | هاوس                      | نامزدشده |
| ۲۰۱۰ | جایزه برگزیده نوجوان      | بازیگر زن مجموعه درام                     | هاوس                      | نامزدشده |
| ۲۰۱۱ | جایزه سینمایی ام‌تی‌وی      | بهترین بازیگر                             | ترون: میراث               | نامزدشده |
| ۲۰۱۱ | جوایز برگزیده نوجوانان    | بازیگر زن فیلم                            | ترون: میراث               | نامزدشده |
| ۲۰۱۱ | جوایز برگزیده نوجوانان    | بازیگر زن مجموعه درام                     | هاوس                      | نامزدشده |
| ۲۰۱۳ | جایزه برگزیده نوجوان      | بازیگر زن فیلم کمدی                       | برت واندراستون باورنکردنی | نامزدشده |
| ۲۰۲۰ | جایزه ایندیپندنت اسپیریت  | بهترین فیلم بلند                          | بوک اسمارت                | پیروز    |
| ۲۰۲۰ | جوایز گاتهام              | بهترین کارگردان                           | بوک اسمارت                | نامزدشده |
| ۲۰۲۰ | جوایز گاتهام              | جایزه مخاطب                               | بوک اسمارت                | نامزدشده |